# St. Nikolaus (Polsingen)

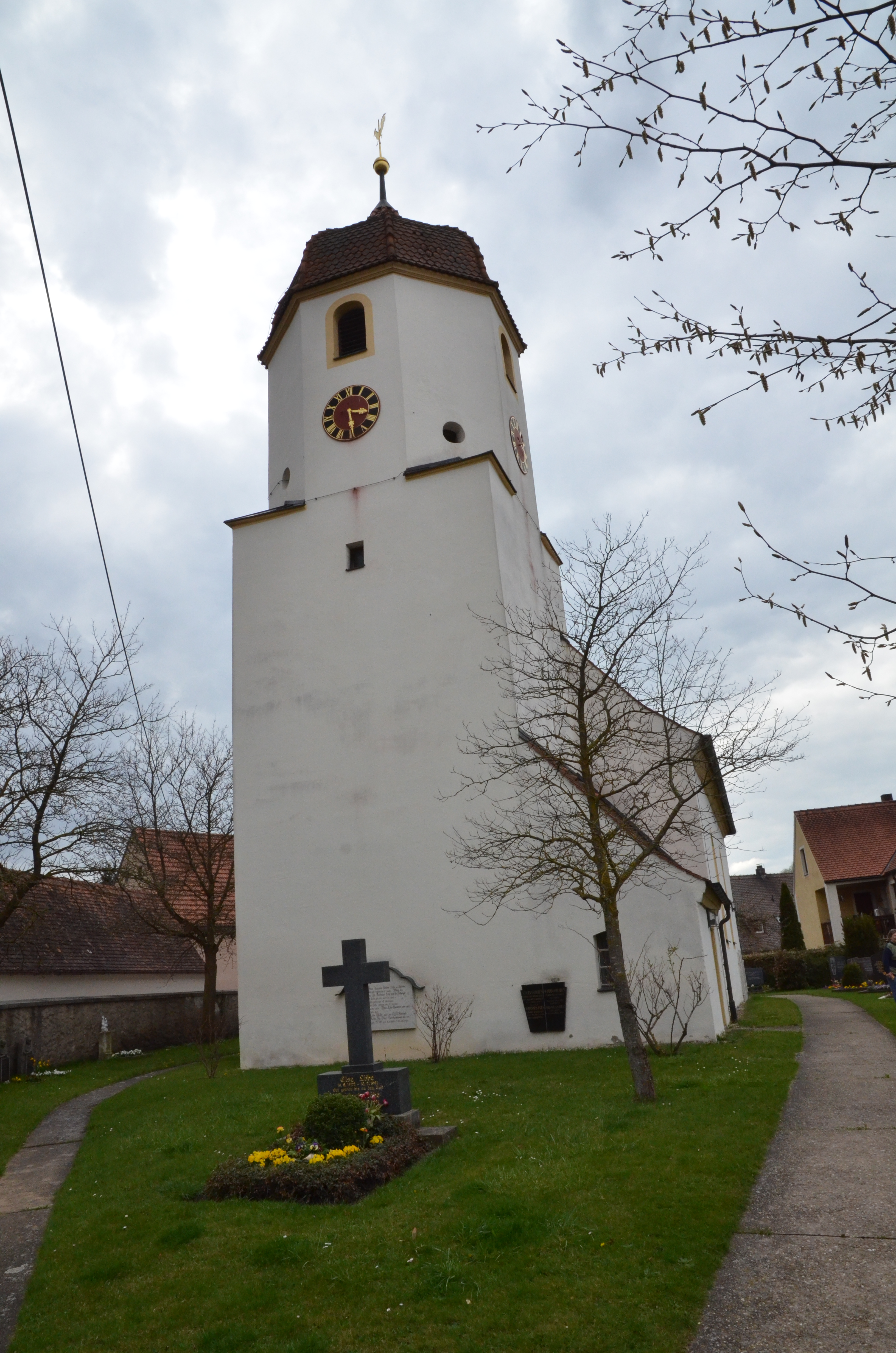
St. Nikolaus (Polsingen) im April 2012

Die denkmalgeschützte, evangelisch-lutherische Pfarrkirche St. Nikolaus steht in Polsingen, einer bayerischen Gemeinde im mittelfränkischen Landkreis Weißenburg-Gunzenhausen. Die Kirche ist unter der Denkmalnummer D-5-77-162-9 als Baudenkmal in der Bayerischen Denkmalliste eingetragen. Die mittelalterlichen und frühneuzeitlichen untertägigen Bestandteile der Kirche sind zusätzlich als Bodendenkmal (Nummer: D-5-7030-0153) eingetragen. Das Patrozinium der Kirche ist der hl. Nikolaus von Myra. Die Kirchengemeinde gehört zum Dekanat Heidenheim im Kirchenkreis Ansbach-Würzburg der Evangelisch-Lutherischen Kirche in Bayern.

## Lage
Das Bauwerk mit der postalischen Adresse Raiffeisenstraße 4 steht umgeben von weiteren denkmalgeschützten Bauwerken innerhalb des Polsinger Ortskerns an einer Nebenstraße südlich der Hauptstraße auf einer Höhe von 443 Metern über NHN. Die Straße vor der Kirche ist platzartig erweitert. Die Kirche liegt innerhalb des Dorffriedhofs. Unweit wurden Körpergräber des Mittelalters gefunden.

## Beschreibung

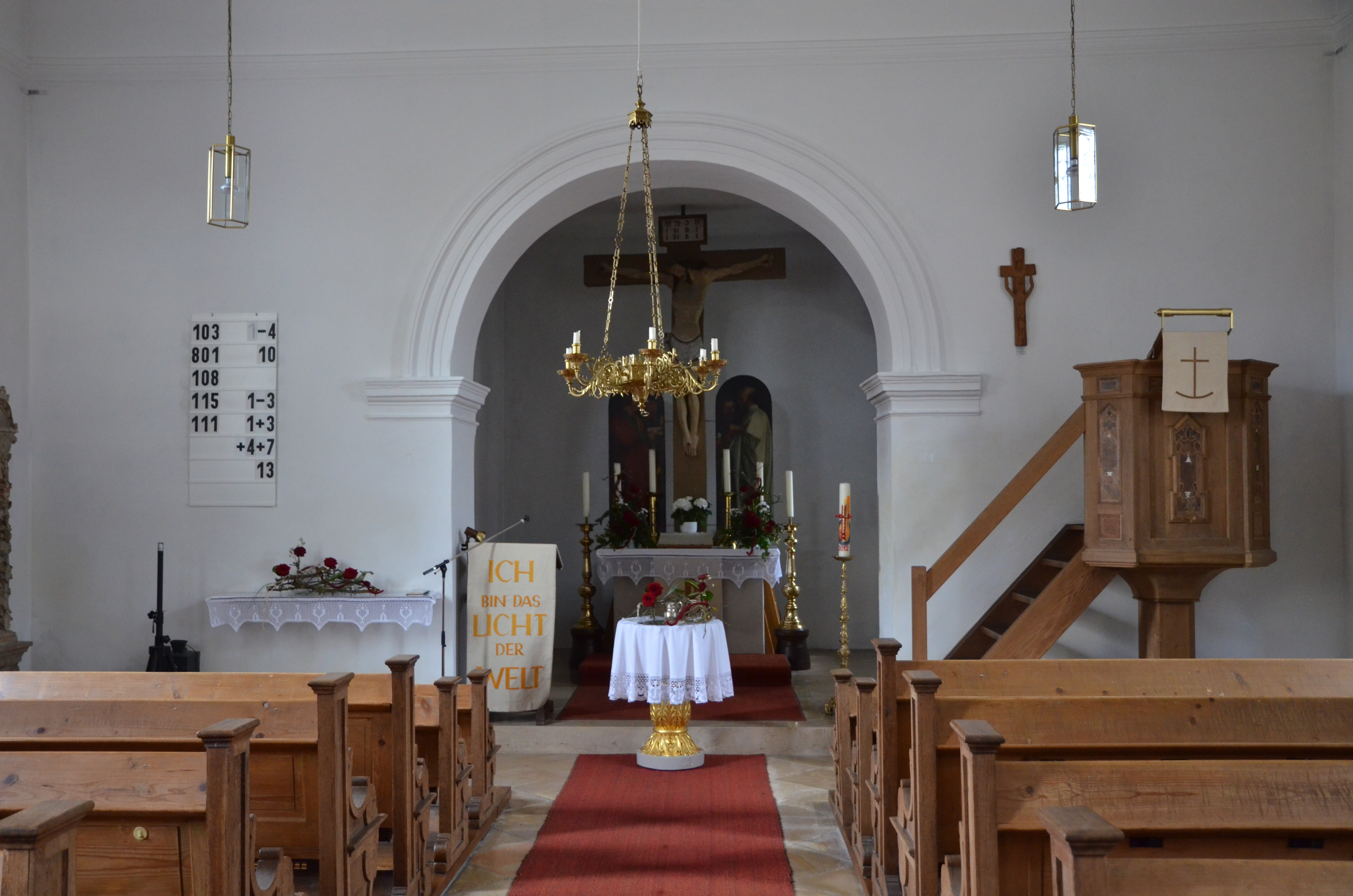
Innenraum

Die Saalkirche wurde nach einem Entwurf von Hans Sigismund von Wöllwarth 1595/96 anstelle eines Vorgängerbaus von um 1400 erbaut. Damit ist sie der erste evangelisch-lutherische Kirchenneubau in der Hahnenkammregion. Der Chorturm wurde 1755 nach einem Plan von Johann David Steingruber barockisiert und mit einem achteckigen Geschoss aufgestockt, das die Turmuhr und den Glockenstuhl beherbergt, und mit einer Glockenhaube bedeckt. 1960/61 wurde die Kirche saniert. 
Der Altar stammt aus den 1590er Jahren und wird von einem lebensgroßen Kruzifix geschmückt. Im Langhaus finden sich eine barocke Kanzel, Kirchengestühl sowie Epitaphien der Familie Wöllwarth.